# 宇野富男
宇野 富男（うの とみお、1954年6月28日 - ）は、青森県出身のプロゴルファー。

## 来歴
20歳からゴルフを始め、1981年にプロ入りする。
1983年の栃木県オープンでは初日を杉本英世・鹿毛隆男と並んでの3位タイでスタートし、最終日には鹿毛・羽川豊・関水利晃・町野治を抑えて優勝。
1990年の日本オープンを最後にレギュラーツアーから引退。

## 主な優勝
- 1983年 - 栃木県オープン